# Верх-Коса
Верх-Коса — нежилой поселок в Юрлинском районе Пермского края, в 69 км от села Юрла. Входит в состав Усть-Березовского сельского поселения. Этот посёлок сгорел из-за рабочего который сжигал материалы, на него дунул ветер и огонь разнёсся по посёлку(Информация стала известна с объявления на Береговой улице.)

## История
В 1935 году в Юрлинский леспромхоз поступило 7 тракторов ЧТЗ-60 и на их базе создана Верхнекосинская тракторная база. В 1950 году в поселке числилось 81 человек спецпереселенцев (8 семей, в том числе мужчин — 67, женщин — 10, детей до 16 лет — 4) из них оуновцы — 21 чел. (8 семей), власовцы — 60 чел. В феврале 1957 году на базе Усть-Березовского, Косинского, Сюзьвинского и Трошкинского лесопунктов образован Верх-Косинский леспромхоз (с 1993 года — АО «Верх-Косинский ЛПХ»; к началу 21 века обанкротилось). Позднее, леспромхоз был выкуплен предприятием "Лесмаш" по изготовлению пиломатериалов, была создана лесная база в Верх-Косе. В 2018 и 2022 годах прошли крупные пожары, нанесшие непоправимый ущерб лесной базе, после чего она была вновь заброшена.